# Vila-real
Vila-real (em valenciano e oficialmente) ou Villarreal (em castelhano) é um município da Espanha na província de Castellón, comunidade autónoma de Valência. Tem 55,27 km² de área e em 2021 tinha 51 130 habitantes (densidade: 925,1 hab./km²).

## Demografia
O gentílico é vila-realenc(a) (valenciano) ou villarrealense (castelhano)
| Variação demográfica do município entre 1991 e 2004 | Variação demográfica do município entre 1991 e 2004 | Variação demográfica do município entre 1991 e 2004 | Variação demográfica do município entre 1991 e 2004 |
| --------------------------------------------------- | --------------------------------------------------- | --------------------------------------------------- | --------------------------------------------------- |
| 1991                                                | 1996                                                | 2001                                                | 2004                                                |
| 37927                                               | 39550                                               | 42442                                               | 45582                                               |